# Bryansky (huyện)
Huyện Bryansky (tiếng Nga: ? райо́н) là một huyện hành chính tự quản (raion), của Tỉnh Bryansk, Nga. Huyện có diện tích 1788 km². Trung tâm của huyện đóng ở Bryansk.